# Trałowiec rzeczny

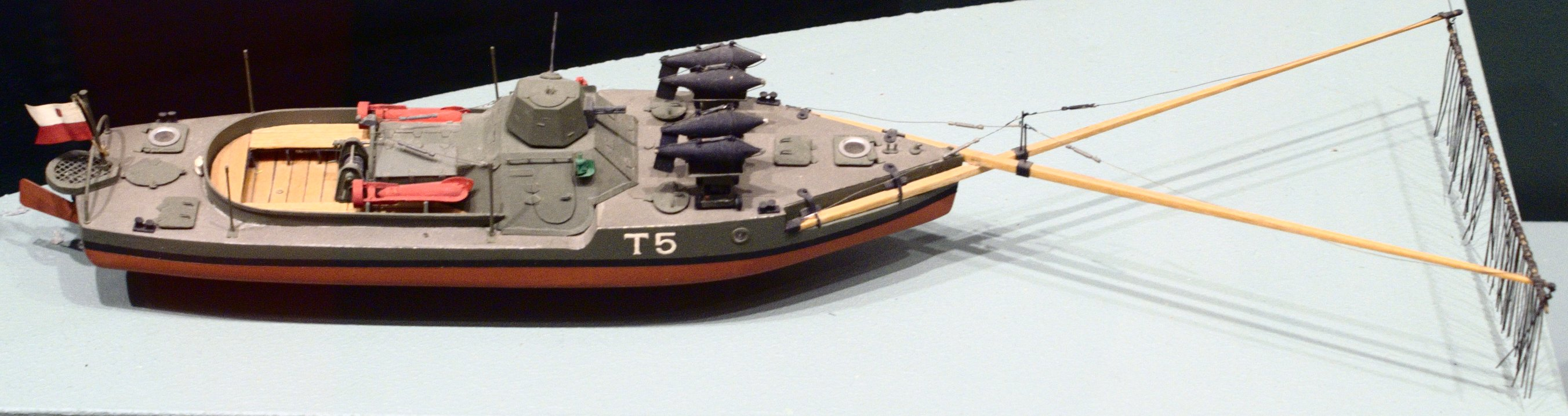
Trałowiec T5 Flotylli Rzecznej Marynarki Wojennej

Trałowiec rzeczny – mały okręt rzeczny, służący do trałowania min na wodach śródlądowych – rzekach, jeziorach, zalewach, a także na morskich wodach przybrzeżnych (ujściach rzek, zatokach).
Wyporność trałowców rzecznych wahała się od kilku do 70 t (w szczególnych wypadkach do kilkuset ton), w zależności od typu jednostki i głębokości rzek, na których miały operować (np. polskie trałowce rzeczne typu T 4 Flotylli Rzecznej Marynarki Wojennej miały wyporność jedynie 4,8 t przy zanurzeniu 0,25 m, a radzieckie trałowce RTSzcz 1 - 4 typu Leningrad, operujące na Amurze, miały wyporność 293 t i zanurzenie 1,5 m).
Wyposażenie trałowe trałowców rzecznych zwykle obejmowało trał kontaktowy. Niektóre mogły stawiać miny rzeczne. Uzbrojenie ich ograniczało się do karabinów maszynowych lub małokalibrowych działek. Trałowce rzeczne napędzane były maszynami parowymi lub silnikami spalinowymi. Często były budowane w układzie napędowym bocznokołowym, lub przebudowane z takich statków cywilnych.